# توم لينك
توم لينك (بالإنجليزية: Tom Lenk)‏ مواليد 16 يونيو 1976 في كاماريلو، فينتورا، كاليفورنيا، الولايات المتحدة، هو ممثل أمريكي بدأ مسيرته الفنية عام 1997.

## الأعمال
- فيلم موعد
- العدد 23
- المتحولون
- كوخ الغابة

## وصلات خارجية
- توم لينك على موقع IMDb (الإنجليزية)
- توم لينك على موقع قاعدة بيانات الأفلام العربية
- توم لينك على موقع ألو سيني (الفرنسية)
- توم لينك على موقع أول موفي (الإنجليزية)
- توم لينك على موقع قاعدة بيانات برودواي على الإنترنت (الإنجليزية)
- توم لينك على موقع قاعدة بيانات الأفلام السويدية (السويدية)
- توم لينك على موقع قاعدة بيانات الفيلم (الإنجليزية)
- توم لينك على موقع كينوبويسك (الروسية)